# Provincia di Saida
La provincia di Saida (in arabo ولاية سعيدة) è una delle 58 province dell'Algeria. Prende il nome dal suo capoluogo Saida. Altre città importanti della provincia sono Maamora e Youb.

## Popolazione
La provincia conta 330.641 abitanti, di cui 166.717 di genere maschile e 163.925 di genere femminile, con un tasso di crescita dal 1998 al 2008 dell'1.7%.

## Geografia antropica

### Suddivisioni amministrative
La provincia è suddivisa in 6 distretti (daïras), a loro volta suddivisi in 16 municipalità.

1. Distretto di Saida • 2. Distretto di Aïn El Hadjar • 3. Distretto di Sidi Boubekeur • 4. Distretto di El Hassasna • 5. Distretto di Ouled Brahim • 6. Distretto di Youb.

| Distretti      | Comuni                                             |
| -------------- | -------------------------------------------------- |
| Saida          | Saida                                              |
| Aïn El Hadjar  | Aïn El Hadja · Moulay Larbi · Sidi Ahmed           |
| Sidi Boubekeur | Sidi Boubekeur · Ouled Khaled · Sidi Amar · Hounet |
| El Hassasna    | El Hassasna · Aïn Sekhouna · Maamora               |
| Ouled Brahim   | Ouled Brahim · Tircine · Aïn Soltane               |
| Youb           | Youb · Doui Thabet                                 |